# 阿多尼斯·乔丹
阿多尼斯·阿德勒西诺·乔丹（英語：Adonis Adelecino Jordan，1970年8月21日—）是美国NBA联盟前职业篮球运动员。他在1993年的NBA选秀中第2轮第42顺位被西雅图超音速选中。